# 朱莉娅·斯托尔斯
朱莉娅·斯托尔斯（英語：Julia Stowers，1982年3月18日—），美国女子游泳运动员。她曾代表美国参加2000年夏季奥林匹克运动会游泳比赛，获得女子4×200米自由泳接力金牌。